# (145520) 2006 EA16
(145520) 2006 EA16 es un asteroide perteneciente al cinturón de asteroides, región del sistema solar que se encuentra entre las órbitas de Marte y Júpiter.
Fue descubierto el 2 de marzo de 2006 por el equipo del proyecto Spacewatch desde el observatorio Nacional de Kitt Peak.

## Designación y nombre
Designado provisionalmente como 2006 EA16.

## Características orbitales
(145520) 2006 EA16 está situado a una distancia media del Sol de 2,538 ua, pudiendo alejarse hasta 2,725 ua y acercarse hasta 2,351 ua. Su excentricidad es 0,074 y la inclinación orbital 3,296 grados. Emplea 1476,78 días en completar una órbita alrededor del Sol.

## Características físicas
La magnitud absoluta de (145520) 2006 EA16 es 16,96.